# جامعة لندن للفنون
جامعة لندن للفنون  (بالإنجليزية: University of the Arts London)‏، (سابقا معهد لندن)، هي جامعة عامة في المملكة المتحدة تأسست عام 1986. تقع في مدينة لندن.

## نبذة
هي جامعة للبحوث العامة متخصصة في الفنون والتصاميم والأزياء والإعلام تقع في لندن، المملكة المتحدة. تضم الجامعة ست كليات أساسية كلية كامبرويل للفنون، كلية سنترال سانت مارتينز للتصاميم والفنون، كلية تشلسي للفنون والتصاميم، كلية لندن للاتصال، كلية لندن للأزياء، كلية ويمبلدون للفن) 
تعد الجامعة أكبر مزود لتعليم الفنون على مستوى جامعات الدول الأوروبية في مجال الفن، التصاميم، الأزياء والاتصال وفنون الأداء. كما أنها تضم 19,000 طالب من بين 100 الدول المختلفة وتشمل على 2,250 من طلبة التعليم، 14,000 من الطلبة الجامعيين و2,700 من طلبة الدراسات العليا والبحوث، تعتبر الجامعة هي الرائدة في مجال توفير الدورات القصيرة في المواضيع الإبداعية فخلال العام الأكاديمي يأخذ مايقارب 20,000 شخص من الذين تتراوح أعمارهم بين 10 إلي 82 سنة أحد الدورات المتاحة.

## تاريخ الجامعة
جامعة كامبر ويل للفنون 
احتوت الجامعة في بداية عهدها على سبع كليات مستقلة ومنها كلية الفنون، التصاميم، الأزياء والإعلام وفي عام 1986 قامت الاداراه بضم الكليات معا لإنشاء معهد لندن لأهداف إداريه والتي كانت مدرسة سانت مارتينز للفن، مدرسة تشلسي للفن، جامعة لندن للطباعة، المدرسة المركزية للفنون والتصاميم، مدرسة كامبرويل للمهارات والفنون، كلية التجارة والتوزيع وكلية لندن للأزياء. تأسست الكليات في القرن ال تاسع عشر إلي بداية القرن العشرين
بموجب قان وتطوير التعليم والتدريب عام 1988، أصبح معهد لندن وحدة مستقلة، وأقرت المحكمة الاعتراف بها في السنة التالية في عام 1989، وتم تعيين أول رئيس للجامعة وهو جون ماكنزي. وقد تم إدراج معهد لندن ليصبح عضو في هيئه الدراسات العليا في عام 1991 وقام المجلس الملكي بمنحها الصلاحية لاحقا في إعطاء الدرجات الاكاديميه في العام 1993 كما تم تعيين ويل وايت Will Wyatt رئيس مجلس إدارة المحافظين في السنة نفسها والسيد وليام ستابس William Stubbs رئيس الجامعة بعد تقاعد ماكنزي McKenzie في العام 1996. وتم منح معهد لندن شعار النبالة في العام 1998 . وفي العام 2000 تم تعيين لورد ستيفن Lord Stevenson مستشار
وعند تقاعد السيد ويليام ستوب William تم تعيين السيد ميشيل بشارد Michael Bichard كرئيس للجامعة في عام 2001 كما تم تشجيع معهد لندن ليضم إلي فئة الجامعات ولكن معهد لندن اختار إن يبقى كما هو، لان كلياتها المستقلة معترف بها عالميا[6] في عام 2003 تلقى معهد لندن موافقة من المجلس الملكي الخاص للحصول مسمى «جامعة» وفي عام 2004 وتم تغيير اسمها لجامعة لندن للفنون
كما في عام 2006 انضمت مدرسة ويمبلدون لتصبح الكلية السادسة وسميت كلية ويمبلدون للفنون وفي عام 2007 تم تعيين السيد جون توسا الرئيس الجديد بدلا عن ويل وايت وفي عام 2008 تم تعيين نايجل كارينجتون المحامى الدولي والعضو المنتدب السابق لفريق مكلارين رئيسا للجامعة ليحل محل السيد مايكل.
خلال العامين 2008 - 2010، شهد البرنامج كفاءة واسعة المدى حيث قدم أعضاء التعليم العديد من الدورات والبرامج 
وفي العام 2011 انضم الكاتب المسرحي والممثل Kwame Kwei-Armah ليصبح مستشارا ومتعاونا عندما درس الماجستير في تخصص كتابة السيناريو في كلية لندن للتواصل.
وفي يناير ل عام 2011 انتقلت كلية سنترال سانت مارتينز لغرض بناء مجمع يقع في كينج كروس.
وفي عام 2012، أعيد تصنيف هوية الجامعة بعد إن حصلت على نجمة خماسية بسبب نجاح جميع كليتها الست

## الكليات
تضم جامعة لندن للفنون ست كليات أساسية مستقلة.

### كلية كامبرويل للفنون
في 10 كانون الثاني عام 1898، أسس مجلس التعليم الفني في جنوب مقاطعة لندن بجانب معرض الفنون مدرسة كامبرول للمهارات والفنون بدعم مالي من جون ادواردز باسمور وبعد الدعوة التي كتبها إدوارد جونز، اللورد ليتون، والتر كرين. وكانت المواد الأساسية التي تدرّس هي مواد فنية حتى الفترة التي بين الحروب تأسس قسم الفنون التشكيلية.

### كلية سنترال سانت مارتينز للتصاميم والفنون
شكلت كلية سنترال سانت مارتينز للفنون والتصميم في عام 1989 من اندماج مدرسة سانت مارتن للفنون، التي تأسست عام 1854، ومدرسه سنترال للفنون والتصميم، التي تأسست باسم مدرسة سنترال للمهارات والفنون في عام 1896 ومركز الدراما في لندن تأسس في عام 1963 وأصبح جزءً من سنترال سانت مارتينز في عام 1999، [14] ومدرسة بيام شو للفنون، التي تأسست في عام 1910، وفي عام 2003 تم دمجها مع CSM. غُير اسم المدرسة إلى كلية سانت مارتينز المركزية للفنون والتصميم في عام 2011.

### كلية تشلسي للفنون والتصاميم
نشأت مدرسة تشلسي كجزء من الكلية الجنوبية الغربية المتعددة للفنون التي افتتحت في عام 1895. وفي عام 1922 أصبحت كلية تشلسي المتعددة الفنون في عام 1957 استبدل مسمى قسم علوم الفنون المتعددة إلي مسمى كلية تشلسي للعلوم والتكنولوجيا كما إن مدرسة الفنون أصبحت مستقلة في ذلك الوقت وتم دمجها مع مدرسة العلوم المتعددة للفنون لتنشأ مدرسة تشلسي للفنون في عام 1964 وفي عام 1975 اندمجت كلية تشيلسي مع كلية هامرسميث للفنون والعمارة التي تأسست في عام 1891 من قبل فرانسيس هوك وتولى أمرها مجلس مقاطعة لندن في عام 1904 وأصبحت مدرسة تشلسي للفنون جزءً من معهد لندن في عام 1986 وتم تغيير اسمها إلى كلية تشلسي للفنون والتصميم في عام 1989.

### كلية لندن للاتصال
تنحدر كلية للندن للطباعة من معهد سانت برايدز التأسيسية للطباعة التي تأسست في تشرين الثاني 1894 التي تنسب إلي مدينة لندن للجمعيات الخيرية في 1883. كما تم افتتاح النقابة والمدارس الفنية في السنة ذاتها والتي انتقلت في السنة التي تتبعها إلي محكمة بولت وأصبحت مدرسة بولت كوليت للفنون وسميت في مابعد ب مدرسة مجلس مقاطعة لندن ل الحفر الضوئي والطباعة الحجرية وفي عام 1922 أصبحت سانت برايدز تابعة لحكم مجلس مقاطعة لندن والتي سميت مدرسة لندن للطباعة والتجارة. وفي عام 1949 اندمجت مع كلية للحفر الضوئي والطباعة الحجرية والتي شكلت مدرسة لندن للطباعة وفن الرسم وفي عام 1960 أعيد مسماها إلي كلية لندن للطباعة تم دمج قسم الطباعة الذي يقع في شمال الغربي لجامعة الفنون المتعددة في عام 1969و بعد ذلك بفترة أصبحت كلية لندن للطباعة جزء من معهد لندن في عام 1986. وفي عام 1921 افتتحت مدرسة وستمنستر داي كونكشن وسميت لاحقا كلية التجارة والتوزيع كما أصبحت جزءا من معهد لندن في عام 1986. وفي عام 1990 اندمجت مع كلية لندن للطباعة لتشكيل كلية لندن للطباعة وتجارة التوزيع، وتم تغيير مسماها إلي كلية لندن للاتصال

### كلية لندن للأزياء
كلية لندن للأزياء تتبع ثلاث مدارس خاصة بالنساء في مجال تجارة الأزياء والتي تشمل على مدرسة شورديتش غيرلز «المعهد التقني التجاري» التي تأسست في عام 1906، مدرسة باريت ستريت للتجارة التي تأسست في عام 1915ومدرسة كلابهام للتجارة فجميع هذه المدارس الثلاث تأسست في عام 1927 والتي أنشئها مجلس التعليم الفني من قبل مجلس مقاطعة لندن للمهارات وتدريب العمال في مجال الأزياء وتصفيف الشعر مدرسة باريت ستريت وشورديتش أصبحتا كليات تقنية بعد قانون التعليم في عام 1944 وتم تغيير اسمها إلي كلية باريت ستريت التقنية وكلية شورديتش التقنية؛ وفي عام 1955 انضمت مدرسة كلافام للتجارة التشكيلية شورديتش للملابس الداخلية. في عام 1966 تم تغيير مسماها إلي كلية شورديتش لصناعة الملابس وفي عام 1967 اندمجت مع كلية باريت ستريت التقنية لتصبح كلية لندن للملابس الداخلية، والتي سميت كلية لندن للموضة في عام 1974 وفي أغسطس من عام 2008 اندمجت Cordwainers College والتي شكلت مدرسة صناعة الجلود تحت إدارة شركة في عام 1887 في منطقة بنيث جرين ولاحقا سميت كلية كوردوينرز للتقنيات وفي عام 1991

### كلية ويمبلدون للفنون
يرجع تأسيس كلية ويمبلدون للفنون إلى عام 1890، عندما بدأت كصفوف تدرس الفن في مدرسة روتلش Rutlish للبنين. بين 1904 و1920 ضمن معهد ويمبلدون التقني في جلاد ستون رود والتي أصبحت كلية مستقلة وفي عام1940انتقلت إلى ميرتون هال رود فتصميم المسرح كان يدرس منذ عام1932 وفي عام 1993 تأسست المدرسة المستقلة في التعليم العالي التي كانت قبل ذلك تحت إدارة لندن بوروت ميرتون وفي عام 2006 أعيد مسمها إلي كلية ويمبلدون للفنون بعد أن أصبحت جزءً من جامعة لندن للفنون.

## المباني
- الحرم الجامعي
- كلية سنترال سانت مارتينز للفنون ومبنى كينج كروس للتصاميم

منذ أن أصبحت جامعة مشاركة مع العديد من المؤسسات التي تقع في مباني متفرقة في أرجاء مدينة لندن 
- جنوب لندن
- شمال لندن
- وسط لندن
- غرب لندن
- شرق لندن

## الشراكات والتعاون
جامعة لندن للفنون لديها تعاون دولي مشترك مع المؤسسات بما في ذلك معهد الأزياء للتكنولوجيا Fashion Institute of Technology ومدرسة بارسونز الجديدة للتصميم في نيويورك Parsons The New School for Design ، وكلية بونك للأزياء في طوكيو "Bunka Fashion College حيث توجد فرص متاحة للطلاب للدراسة في الخارج عبر التبادل 
فالجامعة جزء من برنامج إيراسموس الذي ينص على اتفاقات التبادل مع الجامعات الأوروبية مع 40 مؤسسه متخصصة بموجب البرنامج فأنه يمكن للطلاب الدراسة في الخارج مدة لاتقل عن ثلاثة أشهر بحد أقصى لفصل دراسي كامل خلال العام الدراسي
فالجامعة لها شراكات مع مصانع عدة ومن ضمنه مصنع بودي شوب The Body Shope ،هوغو بوس Hugo Boss ، برينغل Pringle، هواتف سوني، Swarosvski، تومي هيلفيغر، وتوب شوب Top Shop

## القبول
تضم الجامعة 19,000 طالب وتضم 2,250 من طلاب التعليم التكميلي، و14,000 الطلاب الجامعيين و2,700 من طلاب الدراسات العليا والبحثية
وتعد الجامعة الثانية من ضمن أكثر الجامعات شعبية على مستوى المملكة المتحدة بالنسبة للطلاب الأجانب حيث تشمل 6100 من الطلاب الأجانب منهم 2,700 من خارج المملكة المتحدة والاتحاد الأوروبي. تضم الجامعة طلابا من الصين وكوريا الجنوبية وهونغ كونغ والولايات المتحدة والهند وتايوان واليابان وروسيا.

## الجوائز
حصل العديد من الطلاب وأعضاء الهيئة التعليمية والخريجين من جميع الكليات الست التابعة للجامعة على الأوسمة والجوائز والتي تضم جائزة بافتا BAFTA ، وجائزة "BP Portrait Prize" جائزة مصمم الأزياء البريطاني لهذا العام، جائزة الطالب D & AD ، جائزة فوجي فيلم Fujifilm ، جائزة الرسم "Jerwood Drawing Prize ، وجائزة الأمير فيليب للمصممين Prince Philip، وساتشي للمنح الدراسية Saatchi Scholarship ، جائزة Sunday Times ، جائزة الأوسكار وجائزة تومير.
تم منح جائزة A Queen Anniversary السنوية لكلية كامبرويل للفنون بعنوان أعمال فنية على الورق في عام 1996 ومنحت الجائزة أيضا إلى كلية سنترال سانت مارتينز للفنون والتصميم لمساهماته في صناعة الأزياء البريطانية، ورعاية إبداع الطلاب في عام، في عام 1998. فجامعة لندن التابعة لكلية لندن للأزياء الجائزة لاستمرار تفوقها في صناعة الأحذية والإكسسوارات وممارسة وتطوير التدريس في عام 2008. فجامعة لندن كانت واحدة من بين عشرين فائز لعام 2013 في التصميم الصناعي والمنتج..
كما تم منح كلية سنترال سانت مارتينز للفنون والتصاميم وكلية لندن للاتصال جائزة والاعتراف بالانجازات التي حققتها الكليات في مجالات وسائل الإعلام والتصميم التفاعلي والسينمائي.
تشاركت كلية تشلسي للفنون والتصاميم وجامعة لندن للأزياء في "تعلم الإبداع في التطبيق المتميز في التعلم والتعليم. ويتم تمويل المركز من الحكومة البريطانية تقديرا لاما أنتجته الكليتان في تطوير تعلم الطلاب.

## حياة الطلبة

### سكن الطلاب
تضم الجامعة 14 وحدة سكنية في جميع أنحاء لندن وتهدف إلي توفير الغرف السكنية لطلاب السنة الأولى في سكن الجامعة وتشمل الإقامة في الحرم الجامعي الذي يقع في مبنى كامبرويل ومتجر الأزياء غرب لندن.

## إحصائيات
يبلغ عدد طلاب الجامعة 25,750 طالب، منهم 3,215 طالب دراسات عليا.

## وصلات خارجية
- الموقع الإلكتروني